# Glena
Glena är ett släkte av fjärilar. Glena ingår i familjen mätare.

## Bildgalleri

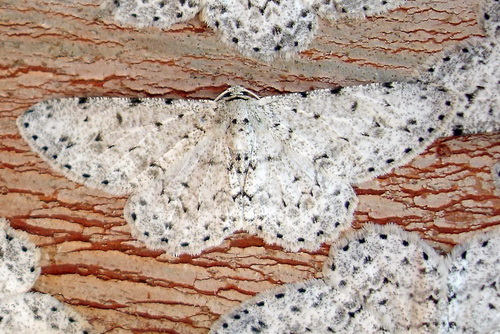

## Dottertaxa tillGlena, i alfabetisk ordning[1]
- Glena acidaliaria
- Glena agria
- Glena alpenata
- Glena alpinata
- Glena arcana
- Glena asaccula
- Glena basalis
- Glena bipennaria
- Glena bisulca
- Glena brachia
- Glena bulla
- Glena cognataria
- Glena cosmeta
- Glena crassata
- Glena cretacea
- Glena cribrataria
- Glena demissa
- Glena demissaria
- Glena dentata
- Glena effusa
- Glena fuliginaria
- Glena fuliginarium
- Glena furfuraria
- Glena gampsa
- Glena gemina
- Glena granillosa
- Glena grisearia
- Glena hima
- Glena infixaria
- Glena insaria
- Glena interpunctata
- Glena juga
- Glena kirkwoodaria
- Glena labecula
- Glena laticolla
- Glena lora
- Glena mcdunnougharia
- Glena megale
- Glena minor
- Glena mopsaria
- Glena muricolor
- Glena nepia
- Glena nigricaria
- Glena pexata
- Glena plumosaria
- Glena quadrata
- Glena quinquelinearia
- Glena rusticaria
- Glena sacca
- Glena subannulata
- Glena sucula
- Glena tenerata
- Glena thomasaria
- Glena totana
- Glena trapezia
- Glena turba
- Glena tyrbe
- Glena umatillaria
- Glena uncata
- Glena unipennaria
- Glena vesana
- Glena zweifeli